# George MacLeod, Baron MacLeod of Fuinary
George Fielden MacLeod, seit 1967 Baron MacLeod of Fuinary, Bt MC (* 17. Juni 1895 in Glasgow; † 27. Juni 1991 in Edinburgh) war ein schottischer Geistlicher der Church of Scotland und Gründer der Iona Community. 1957 wurde er Moderator of the General Assembly of the Church of Scotland.

## Leben

### Herkunft
George MacLeod stammte aus einer schottischen Familie der Oberschicht. Sein Großvater war Reverend Norman MacLeod von der Barony Church in Glasgow, Vorsitzender der General Assembly der Church of Scotland und Kaplan von Queen Victoria. Sein Vater Sir John MacLeod, 1. Baronet war ein erfolgreicher Geschäftsmann, bevor er als Anhänger der schottischen Unionisten-Partei in die Politik ging und Parlamentsabgeordneter wurde. Seine Mutter Edith entstammte einer wohlhabenden Familie aus Lancashire.

### Ausbildung und Kriegsteilnahme
George MacLeod erhielt seine universitäre Ausbildung am Winchester College und am Oriel College in Oxford.
Als 1914 der Erste Weltkrieg ausbrach, trat MacLeod den Argyll and Sutherland Highlanders bei und wurde bis zum Captain befördert. Zunächst diente er in Griechenland, dann erkrankte er an Dysenterie und wurde zur Genesung zurück nach Schottland geschickt. Anschließend wurde er in Flandern eingesetzt und war an den Kämpfen um Ypern und Passchendaele beteiligt. Er wurde mit dem Military Cross und dem französischen Croix de guerre ausgezeichnet.

### Anfänge als Geistlicher
Seine Kriegserfahrungen erschütterten MacLeod nachhaltig, so dass er sich entschloss, ein geistliches Amt anzustreben. Er studierte Theologie an der University of Edinburgh und verbrachte anschließend von 1921 bis 1922 ein Jahr am Union Theological Seminary in the City of New York. Bei seiner Rückkehr nach Schottland wurde er eingeladen, Mitarbeiter an der St Giles’ Cathedral in Edinburgh zu werden. In dieser Zeit nahm sein Unmut über soziale Ungerechtigkeit stetig zu, was zu jener Zeit für einen Geistlichen sehr ungewöhnlich war. 1924 wurde er als Geistlicher der Church of Scotland ordiniert und wurde Pater des Talbot House (Toc H), einer christlichen Bewegung. Nach Meinungsverschiedenheiten zog er sich 1926 aus Toc H wieder zurück und wurde Hilfsgeistlicher an der Parish Church of St. Cuthbert in Edinburgh. Konfrontiert mit der Weltwirtschaftskrise und einhergehender Arbeitslosigkeit bewegte er sich politisch inzwischen in Richtung Sozialismus.
1930 entschied sich George MacLeod, St. Cuthbert zu verlassen, um Geistlicher an der Govan Old Parish Church in Glasgow zu werden, wo er auf soziale Probleme und Armut traf. 1932 erlitt er einen Nervenzusammenbruch und reiste zur Genesung nach Jerusalem. 

### Gründung der Iona Community
1938 gründete MacLeod die Iona Community, um gemeinsam mit anderen Geistlichen, Studenten und Arbeitslosen die Iona Abbey wieder aufzubauen. Er gab seine finanziell gesicherte Position als Gemeindepfarrer auf, um diese Gemeinschaft zu leiten, die zu einer internationalen ökumenischen Gemeinschaft heranwuchs. Von 1937 an engagierte er sich zudem in der pazifistischen Organisation Peace Pledge Union.

### Spätere Jahre
Im April 1944, fiel der einzige Sohn seines älteren Bruders im Zweiten Weltkrieg, so dass George MacLeod von ihm den Titel 4. Baronet, of Fuinary, Morven, in the County of Argyll, erbte. Der Titel war George MacLeods Vater am 3. März 1924 in der Baronetage of the United Kingdom verliehen worden.
1948 heiratete George MacLeod im Alter von 53 Jahren seine Frau Lorna MacLeod. Kurz nach der Heirat reiste das Ehepaar nach Australien zu einer Predigtreise. Im selben Jahr kam es zu Auseinandersetzungen mit dem Presbyterium von Glasgow, als MacLeod als Geistlicher nach Govan zurückkehren wollte, ihm aber untersagt wurde, gleichzeitig die Iona Community weiterzuleiten. Trotz dieser Unstimmigkeiten blieb MacLeod einer der profiliertesten Vertreter der Church of Scotland. 1957 wurde er zum Moderator der General Assembly (Synode) der Church of Scotland gewählt, nicht ohne dass einer der Delegierten aufstand, um zu fragen, ob man jemand wählen könne, der „halb auf dem Weg nach Rom und halb auf dem Weg nach Moskau“ sei. Seit 1958 engagierte sich MacLeod in der Campaign for Nuclear Disarmament.
Am 6. Februar 1967 wurde MacLeod Life Peer mit dem Titel Baron MacLeod of Fuinary, of Fuinary in Morven in the County of Argyll, und war damit der einzige schottische Geistliche, der bis zu diesem Zeitpunkt so geehrt wurde. Mit dem Titel war ein Sitz im House of Lords verbunden, er war dort der erste Peer, der die Green Party repräsentierte. Von 1968 bis 1971 war er Rektor der University of Glasgow. 1989 erhielt er den Templeton-Preis.

## Nachkommen
Mit seiner Frau Lorna MacLeod hatte er drei Kinder:
- Eva MacLeod (* 1950);
- Sir John MacLeod, 5. Baronet (* 1952);
- Neil MacLeod (* 1959).